# خیریه صغیره
خیریه صغیره (به عربی: خیریة صغیرة) یک روستا در سوریه است که در ناحیه سنجار واقع شده‌است. خیریه صغیره ۷۱۶ نفر جمعیت دارد.